# Luigi Maggi
Luigi Maggi (ur. 1867, zm. 1946) – włoski aktor i reżyser epoki kina niemego.
Pracę w przemyśle filmowym zaczął w 1906 r., kiedy to Arturo Ambrosio zatrudnił go w swojej wytwórni jako aktora i kierownika castingu. Jednak szybko zajął się reżyserią i został jednym z najważniejszych reżyserów Ambrosio Film. Specjalizował się w filmach historycznych.
Nakręcone przez niego w 1908 r. Ostatnie dni Pompei były jednym z pierwszych włoskich filmów, który przebił się na rynek amerykański.
Jego film Nozze d'oro (w którym sam również zagrał) otrzymał w 1911 r. nagrodę na Wystawie Światowej w Turynie. Jego osiągnięciem był też film Satana, przedstawiający objawianie się Szatana w różnych czasach i okolicznościach historycznych. Film ten zaginął, ale jego skomplikowana struktura narracyjna mogła mieć wpływ na Nietolerancję Davida Warka Griffitha, zarówno w zakresie pomysłu jak i struktury.
Jego karierę przerwała w 1914 r. I wojna światowa, w której walczył. Po powrocie nie pracował już w Ambrosio film. Pracował w Film d’Arte Italiana oraz Milano Film. Przemysł filmowy porzucił na początku lat 20. XX wieku.

## Filmografia
- Ostatnie dni Pompei, 1908
- Nerone (1909)
- Satana (1912)
- Nozze d'oro (1911)[1][2]